# Freihandelsabkommen Schweiz-Japan
Das Abkommen über Freihandel und Wirtschaftliche Partnerschaft zwischen der Schweiz und Japan (kurz JSFTEPA von englisch Japan Switzerland Free Trade and Economic Partnership Agreement) ist ein bilaterales Freihandelsabkommen zwischen der Schweiz und Japan. Es wurde während insgesamt acht Verhandlungsrunden zwischen Januar 2007 und Ende 2008 verhandelt. Mit der Unterzeichnung des Abkommens durch Bundesrätin Doris Leuthard und den japanischen Aussenminister Hirofumi Nakasone am 19. Februar 2009 in Tokio wurde die Schweiz das erste europäische Land, das mit Japan ein Freihandelsabkommen abgeschlossen hat.
In der Schweiz wurde das Abkommen durch beide Räte der Bundesversammlung, am 25. Mai 2009 durch den Nationalrat und am 8. Juni 2009 durch den Ständerat, ratifiziert. In Japan wurde das Abkommen am 28. Mai durch das Unterhaus (Shūgiin) und am 24. Juni 2009 durch das Oberhaus (Sangiin) ratifiziert.
Seit dem 1. September 2009 ist das JSFTEPA in Kraft.

## Verhandlungen
Auf Schweizer Seite wurden die zweijährigen Verhandlungen durch den Delegierten des Bundesrates für Handelsverträge, Botschafter Luzius Wasescha, geführt. Verhandlungsführer auf japanischer Seite war Herr Jun Yokota, Botschafter für internationale Handels- und Wirtschaftsfragen im Aussenministerium.
Botschafter Wasescha hatte vorgegeben, dass die Verhandlungsorte in der Schweiz die Vielfalt des Landes, insbesondere aus dem Blickwinkel der vier Sprachregionen repräsentieren sollten. Gleichzeitig sollte ein günstiges Klima geschaffen werden, um den Alltagsstress des täglichen Geschäfts der Unterhändlern zu reduzieren. Dies konnte durch Verhandlungen in Savognin (GR) (rätoromanische Schweiz), wo Wasescha heimatberechtigt ist, in Thun (Deutschschweiz), in Cadro bei Lugano (Italienische Schweiz) und einem Ausflug während der letzten Verhandlungsrunde in Bern nach Freiburg/Fribourg (Romandie), erfolgreich umgesetzt werden.
| Runde | Ort                                      | Land    | Datum                  | Themen |
| ----- | ---------------------------------------- | ------- | ---------------------- | --- |
| 1.    | Aussenministerium, Tokio                 | Japan   | 14.–18. Mai 2007       | - Dienstleistungen - Grundlagen für diverse Bereiche - Geistiges Eigentum - Wettbewerbsrecht - Status Fürstentum Liechtenstein                                                                                             |
| 2.    | Sekundarschulhaus, Savognin (GR)         | Schweiz | 9.–13. Juli 2007       | - Öffentliches Beschaffungswesen - E-Commerce - Arbeitsbesuch in Liechtenstein und Besichtigung Schweizer Zollamt Schaanwald                                                                                               |
| 3.    | Yokohama                                 | Japan   | 15.–19. Oktober 2007   | - Beginn Verhandlungen über Abkommenstext |
| 4.    | Thun                                     | Schweiz | 26.–30. November 2007  | - ganzes Themenspektrum |
| 5.    | Tokio                                    | Japan   | 4.–8. Februar 2008     | |
| 6.    | Cadro, Lugano                            | Schweiz | 19.–23. Mai 2008       | - Beginn Schlussphase der Verhandlungen |
| 7.    | Konferenzzentrum Mita Kaigisho, () Tokio | Japan   | 23.–27. Juni 2008      | - Industriegüter |
| 8.    | Hotel Bernerhof, Bern                    | Schweiz | 22.–24. September 2008 | - Warenverkehr - Dienstleistungen und Investitionen - E-Commerce - rechtliche und institutionelle Fragen - Grundsätzliche Einigung und Paraphierung des Abkommens am 24. September spätnachts durch die Verhandlungsleiter |